# Virgil Earp

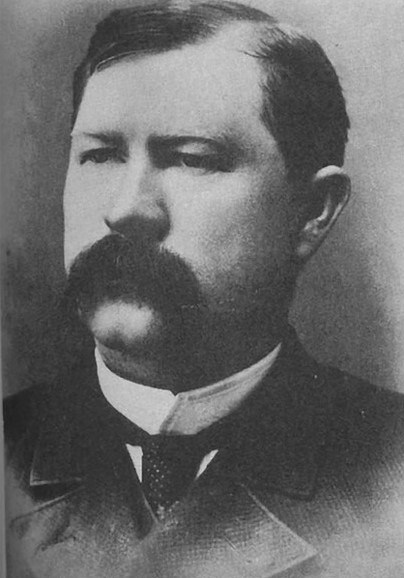
Virgil Walter Earp

Virgil Walter Earp (* 18. Juli 1843 in Hartford, Kentucky; † 19. Oktober 1905 in Goldfield, Nevada) war ein Deputy United States Marshal. 

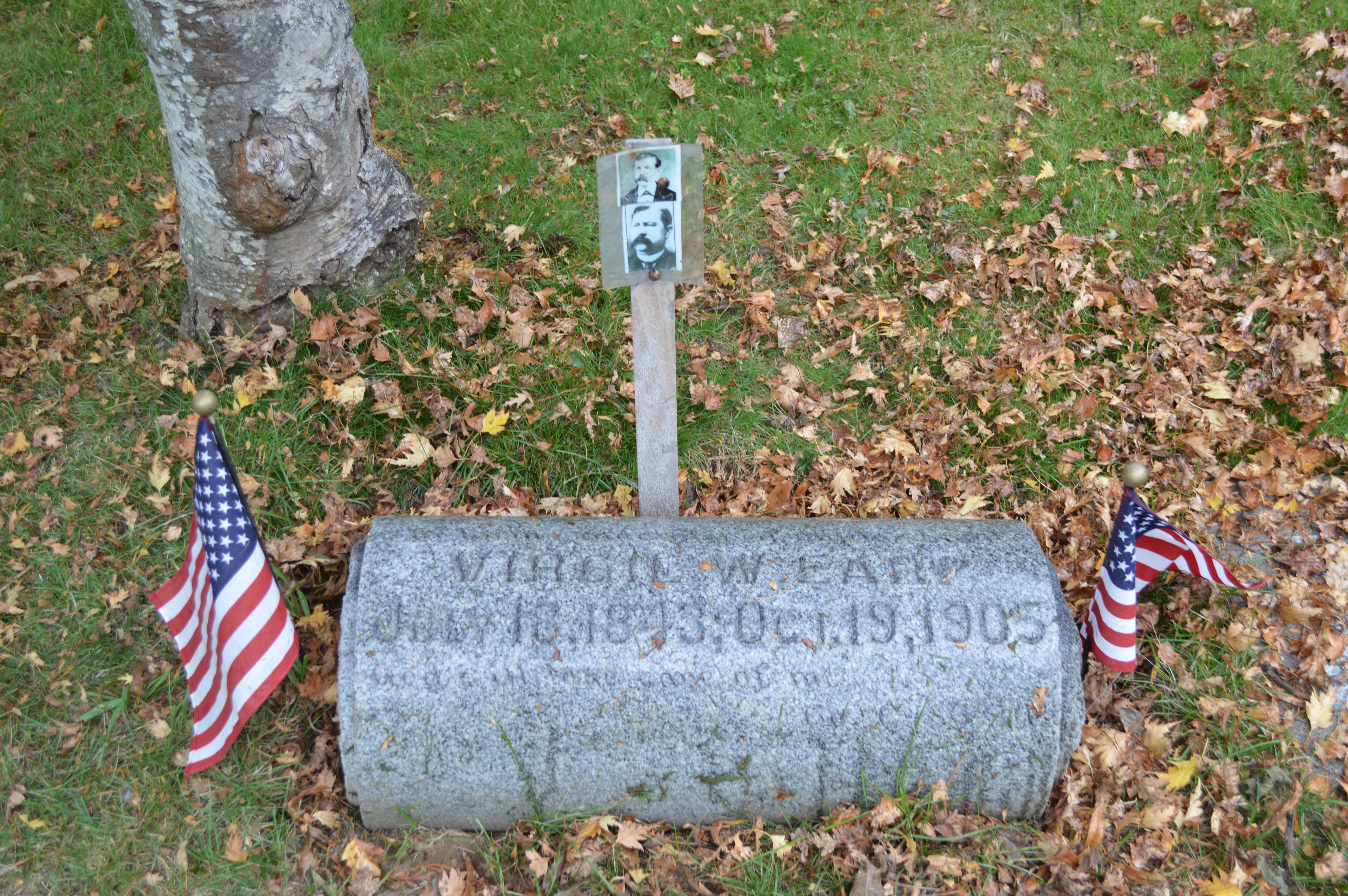
Grab von Virgil Earp auf dem River View Cemetery, Portland

Bekannt wurde er durch seine Beteiligung an der Schießerei am O. K. Corral zusammen mit Doc Holliday und seinen zwei Brüdern Wyatt und Morgan Earp, bei der er schwer verletzt wurde. Er ist wie sein Bruder Wyatt mittlerweile eine amerikanische Legende. 1905 wurde Virgil Earp als Sheriff der Stadt Goldfield Nevada engagiert. Er starb aber bereits einige Monate später an einer Lungenentzündung. Sein Bruder Wyatt Earp, der ebenfalls in Goldfield weilte, verließ daraufhin die Stadt.
Virgil Earp wurde auf dem River View Cemetery, Portland, Multnomah County, Oregon, USA beigesetzt.